# Abari
Abari (georgiska: აბარი) är en ort i Georgien. Den ligger i regionen Ratja-Letjchumi och Nedre Svanetien, i den norra delen av landet. Abari ligger 869 meter över havet och antalet invånare år 2014 var 122.